# PGC 73023
LEDA/PGC 73023, auch UGC 12864, ist eine isolierte Balken-Spiralgalaxie vom Hubble-Typ SBc mit weit auseinandergezogenen Spiralarmen im Sternbild Pegasus nördlich der Ekliptik. Sie ist schätzungsweise 218 Millionen Lichtjahre von der Milchstraße entfernt und hat eine Ausdehnung von etwa 95.000 Lichtjahren. Vom Sonnensystem aus entfernt sich das Objekt mit einer errechneten Radialgeschwindigkeit von näherungsweise 4.700 Kilometern pro Sekunde.
Die Galaxie gilt als Teil der 18 Mitglieder zählenden Lyons Groups of Galaxies LGG 1 um NGC 7831. 
Im selben Himmelsareal befinden sich unter anderem die Galaxien PGC 1913627, PGC 1916396, PGC 1932217, PGC 1935941.